# Coriolis (rollspel)
Coriolis är ett svenskt science fiction rollspel som gavs ut 2008 av Järnringen. Efter Järnringens förlag lade ner verksamheten togs utgivningen av spelet över av Fria Ligan. En andra utgåva av spelet gavs ut 2016 av Fria Ligan där regelmotorn var omarbetad till den som används i Mutant: År Noll men anpassad för att passa Coriolis. Allt material för den andra utgåvan av Coriolis gavs ut parallellt på både svenska och engelska.
Den andra utgåvan av spelet finansierades med två olika kampanjer gräsrotsfinansiering via Kickstarter och drog in drygt 400 000 kronor (svenska) samt 1,2 miljoner kronor (engelska).
Den andra utgåvan av Coriolis tilldelades guld i kategorin Bästa Rollspel och Bästa Regler av speltidningen Fenix läsare 2016 samt Judge’s Spotlight Award på World ENnie RPG Awards 2017.
Fria Ligan kom att utveckla en tredje utgåva av Coriolis kallad Coriolis: The Great Dark. Den tredje utgåvan finansierades även den genom en gräsrotsfinansiering via Kickstarter som drog in strax under 7 450 000 kronor. Till skillnad från den andra utgåvan av Coriolis så har Fria Ligan utgett att den tredje utgåvan av spelet enbart kommer att släppas på engelska.

## Utgivet material

### Första utgåvan
- Coriolis - regelbok (2008) - Grundregler
- Ghazalis sista färd (2008[5]) - Introduktionsäventyr och del 0 i äventyrsserien "Ikonernas nåd"
- Spelledarskärm (2009) - Tillbehör
- Mahanjis väktare (2010[6]) - Ett äventyr
- Ljusblommans mörka blad (2011[7]) - Ett äventyr
- Iskallt Inferno (2011[8]) - Ett äventyr
- Gränsrymden & Djachroum (2012[9]) - Kampanjmaterial som beskriver två platser i Coriolis universum

### Andra utgåvan
- Coriolis - regelbok (2016[10]) - Andra, omarbetade utgåvan av grundreglerna
- Ikonkortlek (2016) - Speltillbehör
- Spelledarskärm (2016) - Tillbehör
- Det döende skeppet (eng: The dying ship) (2016[11]) - Ett äventyr
- Horisontens hemligheter (2016[12]) - Kampanjmaterial
- Arams hemlighet (eng: Aram's secret), (2017[13]) - Ett äventyr
- Ghazalis sista färd (eng: Last voyage of the Ghazali), (2017[14]) - Ett äventyr, återutgivet för andra utgåvan
- Emissarien som försvann (eng: Emissary lost), (2018[15]) - Ett äventyr och kampanjmodul. Del 1 i äventyrsserien "Ikonernas nåd". Utgivningen gräsrotsfinansierades via kickstarter och drog in drygt 1,1 miljoner kronor[16].
- Atlas över Tredje horisonten (eng: Atlas Compendium), (2019[17]) - Kampanjmodul
- Scenariokompendium 1 (eng: Scenario compendium 1) (2019)  - Tre äventyr samlade i ett kompendium (Skräddaren från Mira, Vilddjurets öga och Ikonernas algebra)
- Den sista cykladen (eng: The last cyclade), (2020[18]) - Ett äventyr och kampanjmodul. Del 2 i äventyrsserien "Ikonernas nåd"